# حشو (شعر)
حشودر اصطلاح عروض، ارکان و کلماتی را گویند که میان صدر و عروض و ابتدا و ضرب می‌آید. معمولاً به کلماتی که بین صدر و عروض قرار دارد (یعنی در مصرع اول است) حشو اول و به کلماتی که میان ابتدا و ضرب قرار دارد (یعنی در مصرع دوم است) حشو دوم یا حشو آخر گویند مانند «ز» «سر» «سنگ» «عقابی» «به» «هوا» و «بهر» «طمع» «بال» «و» «پر» «خویش» در این بیت منسوب به ناصر خسرو. حشو اول «ز سر سنگ عقابی به هوا» و حشو دوم «بهر طمع بال و پر خویش» است.
| روزی ز سر سنگ عقابی به هوا خاست |  | از بهر طمع بال و پر خویش بیاراست |

.